# Benwood
Benwood é uma cidade localizada no estado norte-americano de Virgínia Ocidental, no Condado de Marshall.

## Demografia
Segundo o censo norte-americano de 2000, a sua população era de 1585 habitantes. 
Em 2006, foi estimada uma população de 1730, um aumento de 145 (9.1%).

## Geografia
De acordo com o United States Census Bureau tem uma área de 
4,7 km², dos quais 3,2 km² cobertos por terra e 1,5 km² cobertos por água.

## Localidades na vizinhança
O diagrama seguinte representa as localidades num raio de 8 km ao redor de Benwood. 